# Punta Falconera
Punta Falconera är en udde i Spanien.   Den ligger i regionen Katalonien, i den östra delen av landet, 600 km öster om huvudstaden Madrid.
Terrängen inåt land är kuperad norrut. Havet är nära Punta Falconera söderut.  Närmaste större samhälle är Roses, 4,8 km nordväst om Punta Falconera. 